# حبیبه مقدسیه
حبیبه مَقدَسیّه (۱۲۵۶ - ۱۳۳۲م) (نسب کامل: ام‌محمد حبیبه بنت ابی‌بکر عبدالرحمان بن محمد بن ابراهیم) بانوی محدث فلسطینی بود. شمس‌الدین ذهبی از شاگردان او در علم حدیث بوده و از او نام برده است. 

## منبع
1. ↑  کحاله، عمر رضا (۱۹۵۹). أعلام النساء فی عالمی العرب والإسلام. ج. ۱. بیروت: موسسة الرسالة. ص. ۴۵۹. تاریخ وارد شده در |سال= را بررسی کنید (کمک)